# إستيو
إستيو (بالبرتغالية: Esteio)؛ بلدية تقع في ولاية ريو غراندي دو سول البرازيلية، في منطقة العاصمة بورتو أليغري عاصمة الولاية. تبعد حوالي 9.3 ميل من بورتو أليغري، ويبلغ عدد سكانها حوالي 87000 نسمة. تشتهر البلدة بأنها المدينة التي يقام فيها أهم معارض المواشي. وهي واحدة من أهم المدن الزراعية في أمريكا الجنوبية.

## روابط خارجية
- مكتب مايورال إستيو (بالبرتغالية)